# Hugo Steinhaus
Władysław Hugo Dionizy Steinhaus (14. leden 1887 Jasło – 25. únor 1972 Vratislav) byl polský matematik židovského původu narozený na území Rakousko-Uherska. Rozvinul zejména teorii her, teorii pravděpodobnosti a funkcionální analýzu (zejm. Banachova–Steinhausova věta). Řešil též problém trigonometrických řad. Napsal 170 vědeckých prací.

## Život
Narodil se v Haliči do rodiny židovských intelektuálů. Jeho rodné město Jaslo, ležící asi v polovině cesty mezi Krakovem a Lvovem, se roku 1772, po rozdělení Polska, stalo součástí Rakousko-Uherska. Steinhausův strýc zasedal i v rakouském parlamentu.
Steinhaus studoval rok na univerzitě ve Lvově, semestr strávil v Mnichově, pak pět let studoval matematiku na univerzitě v Göttingenu. Tam ho ovlivnila skupina vynikajících matematiků, mezi nimiž byli Felix Bernstein, Constantin Carathéodory, Richard Courant, David Hilbert, Felix Klein, Paul Koebe, Edmund Landau, Carl David Tolmé Runge, Otto Toeplitz či Ernst Zermelo. Doktorát Steinhaus získal v roce 1911 pod vedením Davida Hilberta doktorskou disertací Neue Anwendungen des Dirichlet'schen Prinzips (Nová uplatnění Dirichletova principu).
Přesto hlavní vliv nepocházel z Göttingenu: zásadní pro Steinhause byly práce Francouze Henri Lebesguea, zejména jeho teorie míry, shrnutá v Lebesgueových dvou hlavních knihách Leçons sur l'Intégration et la recherche des fonctions primitive (Přednášky o integrování a hledání primitivních funkcí, 1904) a Leçons sur les Séries trigonmétriques (Přednášky o trigonometrických řadách, 1906). Steinhaus je objevil kolem roku 1912.
Na počátku první světové války bojoval v polské legii, pak se ale usadil v Krakově. Zde potkal dva mladé matematiky Stefana Banacha a Otto Nikodyma - a to doslova, potkali se náhodou jednoho dne v parku, když Steinhaus zaslechl, že si dva mladí lidé povídají o matematice a oslovil je. Brzy zjistil, že Banach i Nikodym jsou rovněž nadšení z Lebesguea a založil s nimi Krakovskou matematickou společnost. Krátce po válce byla přejmenována na Polskou matematickou společnost. Steinhaus nastoupil na Univerzitu Jana Kazimierze ve Lvově a okolo roku 1920 zde byl jmenován mimořádným profesorem. Na univerzitě pracoval i Banach a v matematických kruzích se začalo hovořit o "Lvovské škole". Steinhaus byl její ústřední osobností až do roku 1941.
Roku 1923 vydal Steinhaus knihu Fundamenta Mathematicae, první zásadní pojednání o problému hodu mincí z hlediska teorie míry. Roku 1925 se začal věnovat teorii her. Roku 1927 vydal na toto téma zásadní práci Sur le Principe de la condensation des singularités, a to spolu s Banachem. Roku 1929 spolu též začali vydávat časopis Studia Mathematica, zaměřený zejména na funkcionální analýzu. Jeho nejvýznamnější práce, Matematické momentky, vyšla roku 1937.
Protože se představitelé Lvovské matematické školy často scházeli ve Szkocka Café, tedy Skotské kavárně (byť sám Steinhaus nejvíce obliboval nedalekou Zalewského cukrárnu), sestavili společně knihu otevřených matematických problémů pod názvem Skotská kniha. Steinhaus, který do Skotské kavárny (dnes na adrese Ševčenko Prospekt 27) také občas zamířil, sám přispěl deseti problémy. Poslední sepsal 31. května 1941, den před vstupem nacistických vojsk do Lvova. Od jejich příchodu se Steinhaus skrýval, často v těžkých podmínkách a o hladu, což mu však nebránilo dále řešit matematické problémy, naopak mu složité podmínky prý zbystřovaly mysl - právě v této době zformuloval slavné řešení problému rozdělení koláče (byť nebylo finální, řešení zcela rovného dělení tří kusů našel až roku 1962 John H. Conway a nezávisle na něm John Selfridge, obecné řešení pro n kusů nalezli Steven Brams a Alan D. Taylor v roce 1995).
Z ilegality vyšel Steinhaus po válce a nastoupil na univerzitu ve Vratislavi. Skotskou knihu přitom zaslal do Spojených států Stanisławu Ulamovi, který zajistil anglické vydání, jež dosáhlo velkého úspěchu. Steinhaus se tedy rozhodl na tuto tradici navázat a vydal Novou skotskou knihu. Později se stala známou jeho podobná kniha Sto problémů.
Steinhaus byl ateistou, ale připisuje se mu výrok "Bůh je vždycky přítomný".